# Sebastián Romero Radigales
Sebastián Romero Radigales (Graus, Huesca, Aragón 20 de enero de 1884 -  Madrid, 31 de julio de 1970) fue un diplomático español que logró mediante sus gestiones salvar la vida de centenares de judíos griegos durante la Segunda Guerra Mundial.

## Desarrollo
Durante su puesto como Cónsul General de España en Atenas (1943-1944), Romero Radigales organizó la repatriación por tierra, mar y aire de los judíos de origen sefardita. Ante las objeciones para su entrada en España, propuso que se llevaran al Marruecos español. Entre marzo y junio de 1943, 48.000 judíos de Salónica fueron deportados al campo de exterminio de Auschwitz-Birkenau. Romero Radigales actuó para intentar liberar a los deportados sefardíes. Ignorando a las autoridades alemanas, consiguió trasladar 150 sefardíes desde Salónica a Atenas.
Ante la falta de respuesta del régimen de Franco sobre la repatriación de los judíos sefardíes, Alemania propuso como solución provisional su internamiento en Bergen-Belsen. Romero se opuso rotundamente, pidiendo el internamiento en territorio griego y la exclusión de niños y ancianos, además de que el transporte se realizara en las mejores condiciones posibles. El 13 de agosto de 1943 llegaron a Bergen, después de doce días de viaje, 367 judíos sefardíes, entre ellos 40 menores de 14 años y 17 mayores de 70 años. El Cónsul logró evitar la confiscación de los bienes de algunos sefardíes, que llegaron a España entre el 10 y el 13 de febrero de 1944. Actuó conforme a su corazón, sin sacar ningún tipo de beneficio por sus gestiones.
Sebastián Romero y otros diplomáticos españoles que, como él, ayudaron a los judíos a huir del Holocausto, fueron rescatados del olvido el año 2000 cuando el Ministerio de Asuntos Exteriores de España dedicó una página web a su memoria, denominada Diplomáticos españoles durante el Holocausto, siendo Ministro Abel Matutes. Posteriormente, en el 2007, fueron homenajeados de nuevo en una exposición titulada Visados para la libertad organizada por la Casa Sefarad en Madrid.
Sebastián Romero, Julio Palencia Tubau y Bernardo Rolland de Miota han sido propuestos el año 2008 por la Fundación Raoul Wallenberg para ser designados como Justos entre las Naciones, distinción que el Estado de Israel concede a aquellas personas que, no siendo de confesión o ascendencia judía, ayudaron a los judíos víctimas de la persecución antisemita durante el Tercer Reich. 
El 26 de febrero de 2014 Yad Vashem reconoció a Romero Radigales como  Justo entre las Naciones.